# Jerzy Chromik
Jerzy Chromik (* 15. Juni 1931 in Kosztowy; † 20. Oktober 1987 in Katowice)  war ein polnischer Leichtathlet und Weltrekordler.
Chromik war von Beruf Grubenmechaniker und Ingenieur.
Der Langstreckenläufer wurde Ende der 1950er Jahre zu einem der weltbesten Hindernisläufer über die lange Distanz. Chromik wurde 1958 in Stockholm Europameister. 
Er nahm an den Olympischen Spielen von 1956 in Melbourne und 1960 in Rom teil, blieb dort aber ohne Erfolg.
In den Jahren 1955 bis 1958 verbesserte Chromik dreimal den Weltrekord auf der 3000-Meter-Hindernis-Distanz (8:41,2 min in Brno 31. August 1955, 8:40,2 min in Budapest 11. September 1955 und 8:32,0 min in Warschau 2. August 1958).
Ihm zu Ehren findet seit 1989 in Mysłowice alljährlich das Jerzy Chromik Memorial statt.